# جرج‌تاون، شهرستان لوئیس، ویرجینیای غربی
جرج‌تاون (به انگلیسی: Georgetown) یک منطقهٔ مسکونی در ایالات متحده آمریکا است که در شهرستان لویس، ویرجینیای غربی واقع شده‌است. جرج‌تاون ۳۳۴٫۰۶ متر بالاتر از سطح دریا واقع شده‌است.